# Haworth (Yorkshire)
Pour les articles homonymes, voir Haworth.
Haworth est un village du West Yorkshire, dont il constitue une des attractions touristiques, du fait de sa connexion étroite avec l'histoire des sœurs Brontë.

## «Brontë Country» (« Le pays des Brontë »)

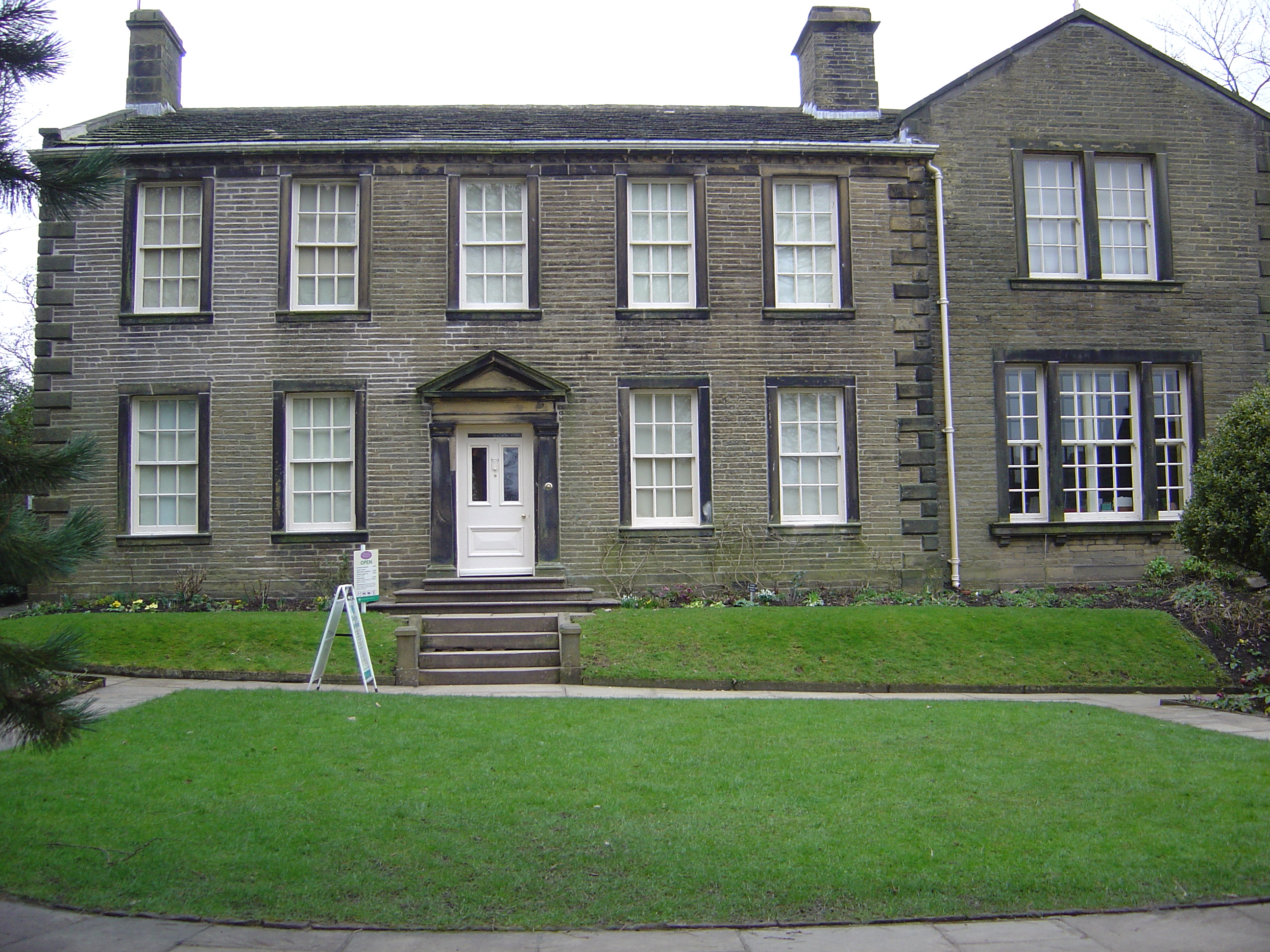
Le presbytère de Haworth, qui fut la maison des Brontë, est aujourd'hui transformée en musée, sous le nom de Brontë Parsonage Museum

Avec  sa situation au-dessus de la vallée de la Worth et les moors des Pennines toutes proches, Haworth est mondialement connu pour la place qu'il tient dans l'histoire de la famille d'écrivains du XIXe siècle que furent les sœurs Brontë. Nées à Thornton, également dans le West Yorkshire, elles écrivirent l'essentiel de leurs fameux romans (Jane Eyre, Les Hauts de Hurlevent, La Recluse de Wildfell Hall...) à Haworth même, dans le presbytère de leur père, le Révérend Patrick Brontë.
Ce presbytère est aujourd'hui un musée, le Brontë Parsonage Museum, géré par la Brontë Society. Le Brontë Way traverse la ville et en marque la visite. 
Haworth est une destination très demandée pour les touristes japonais. Wuthering Heights (Les Hauts de Hurlevent) fait en effet l'objet d'un véritable culte au Japon.